# ドナルド・ヒーリー

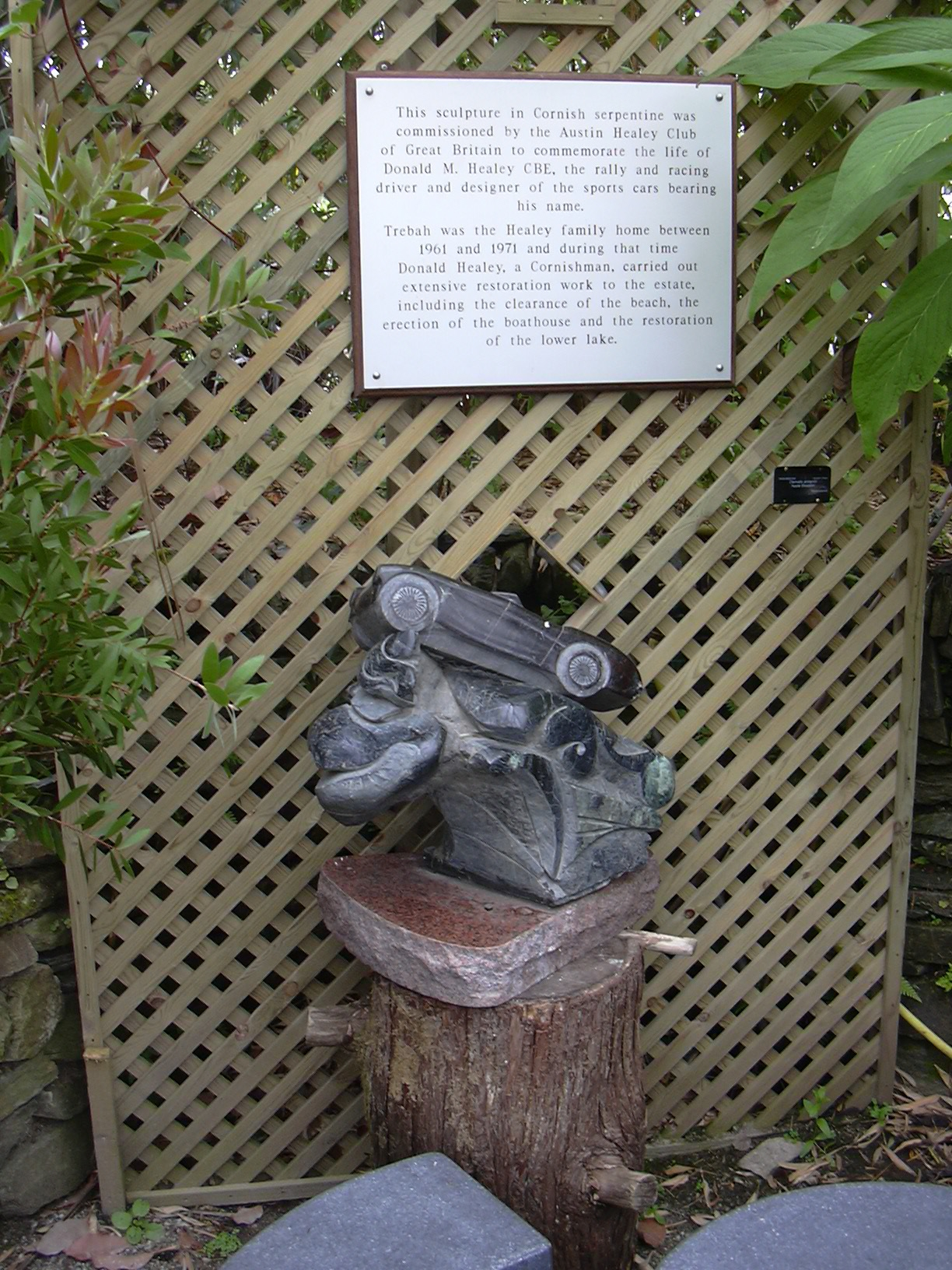
トレバ・ガーデン内の顕彰碑。材質はコーンウォール産の蛇紋岩。

ドナルド・ミッチェル・ヒーリー（Donald Mitchell Healey 、1898年7月3日 - 1988年1月13日）は、イギリスのラリードライバー、自動車エンジニア、速度記録保持者であった。日本ではドナルド・ヒーレーという表記も多い。

## 前半生
イングランド南西端のコーンウォール州中部に位置するペランポース村に生まれた。小さな時からあらゆる機械に興味を抱くようになったが、その関心は特に航空機に向けられていた。学校卒業後、イギリス陸軍航空隊の志願兵となり、1916年に彼の"翼"を得たことから、ヒーリーはソッピースに加わった。第一次世界大戦中、彼は対飛行船パトロールとして働くかたわら、飛行教官も務めていた。ヒーリーは、初の夜間爆撃機作戦の1つに対するイギリス軍の対空砲火により撃墜され、18歳だった彼は負傷のためRFCを除隊した。ヒーリーはコーンウォールに戻り、自動車工学の通信教育を受け、戦後ペランポースにガレージを開いた。

## 自動車での業績
1929年からラリー・モンテカルロに参加し、1931年インヴィクタを駆り優勝した。1932年、1934年、1936年にもトップ8に入った。ヒーリーはコンサルタントエンジニアおよびデザイナーとしての評判を得て、1931年にはトライアンフのゼネラルマネージャーに指名された。ここで彼は有名なサザンクロスとドロマイト8の開発を引き継いだ。第二次世界大戦中、ヒーリーは軍需省用の航空機用キャプレターの開発を担当しつつ、ハンバーとともに装甲車作りも行なっていた。1945年、トライアンフから独立してドナルド・ヒーリー・モーターカンパニーを設立し、ウォリックにあった古いイギリス空軍の格納庫を拠点とした。この会社で、1952年から1959年の間、BMCとのライセンス契約のもと、オースティン・ヒーリーおよびスプライトを生産していた。1949年に、ヒーリーはナッシュ・モーターズの社長ジョージ・W・メーソンとナッシュ製エンジンを使ったスポーツカーを作る契約を結んだ。その2シーターファーストシリーズは、1951年に製造され、ヒーリーによりデザインされた。このナッシュ・ヒーリーのエンジンは、ナッシュのアンバサダー用6気筒で、ボディはアルミニウム製、シャシーはヒーリー・シルバーストーン用を使っていた。しかし1952年モデルではピニンファリーナによりボディデザインが作り直され、新しい鉄製ボディの生産も引き継がれた。

## 後半生
BMCが1966年にブリティッシュ・レイランドに改組された時、ドナルド・ヒーリーはジェンセン・モーターズの会長となり、大英帝国勲章（CBE）の叙勲を受けた。ドナルド・ヒーリーは89歳で亡くなった。

## 表彰
- MeÅLdaille de lÅfEÅLducation Physique et des Sports (1e`re Cl.)、1962年
- 国際モータースポーツ殿堂、1996年

## 私生活
1921年、ドナルド・ヒーリーはアイビー・モード・ジェームズと結婚し、3人の息子をもうけた。1961年、コーンウォール州ファルマウス近くのトレバ・ガーデン(公式サイト)を買い取った。27エーカーの庭園は大戦中に軍事利用されていたため荒廃していたが、ボートハウスの建設や湖底の浚渫などを行い復興し、ラン育成用の商用温室の建設や、航空機・船舶用救命ボートの生産プロジェクトを含む多くの野心的なプロジェクトを実行した。